# Râul Lozovița
Râul Lozovița este un curs de apă, afluent al râului Lozova. 